# Seis Naciones Femenino 2016
El Seis Naciones Femenino de 2016 fue la vigésimo primera edición del principal torneo de rugby femenino europeo.

## Participantes
- Escocia
- Francia
- Gales
- Inglaterra
- Irlanda
- Italia

## Clasificación
| Pos. | País       | Partidos | Partidos | Partidos  | Partidos | Anotación | Anotación | Anotación  | Puntos |
| Pos. | País       | Jugados  | Ganados  | Empatados | Perdidos | A favor   | En contra | Diferencia | Puntos |
| ---- | ---------- | -------- | -------- | --------- | -------- | --------- | --------- | ---------- | ------ |
| 1    | Francia    | 5        | 4        | 0         | 1        | 106       | 28        | +78        | 8      |
| 2    | Inglaterra | 5        | 4        | 0         | 1        | 110       | 63        | +47        | 8      |
| 3    | Irlanda    | 5        | 3        | 0         | 2        | 95        | 49        | +46        | 6      |
| 4    | Gales      | 5        | 2        | 0         | 3        | 61        | 75        | -14        | 4      |
| 5    | Italia     | 5        | 2        | 0         | 3        | 65        | 105       | -40        | 4      |
| 6    | Escocia    | 5        | 0        | 0         | 5        | 29        | 146       | -117       | 0      |

## Resultados
| 5 de febrero | Escocia | 0 - 32 | Inglaterra |  |  |

| 6 de febrero | Francia | 39 - 0 | Italia |  |  |

| 6 de febrero | Irlanda | 21 - 3 | Gales |  |  |

| 13 de febrero | Francia | 18 - 6 | Irlanda |  |  |

| 13 de febrero | Italia | 24 - 33 | Inglaterra |  |  |

| 14 de febrero | Gales | 23 - 10 | Escocia |  |  |

| 27 de febrero | Inglaterra | 13 - 9 | Irlanda |  |  |

| 28 de febrero | Italia | 22 - 7 | Escocia |  |  |

| 28 de febrero | Gales | 10 - 8 | Francia |  |  |

| 11 de marzo | Escocia | 0 - 24 | Francia |  |  |

| 12 de marzo | Inglaterra | 20 - 13 | Gales |  |  |

| 13 de marzo | Irlanda | 14 - 3 | Italia |  |  |

| 18 de marzo | Francia | 17 - 12 | Inglaterra |  |  |

| 20 de marzo | Irlanda | 45 - 12 | Escocia |  |  |

| 20 de marzo | Gales | 12 - 16 | Italia |  |  |

| Bandera de Francia |
| Campeón Francia    |
| Quinto título      |